# Tatjana Logwin
Tatjana Logwin (russisch Татьяна Логвин, ukrainisch Тетяна Логвін, Tetjana Logwin; * 25. August 1974 in Saporischschja, Ukrainische SSR) ist eine österreichische Handballspielerin ukrainischer Herkunft.

## Karriere
Logwin spielte häufig im Rückraum oder am Flügel. Das Angriffspiel war meist auf sie ausgelegt, sie galt zudem als exzellente Siebenmeterschützin. Tatjana Logwin kam im Jahre 1997 in die Südstadt zum damaligen Champions-League-Seriensieger Hypo Niederösterreich. Bereits in ihrer ersten Saison in Österreich gewann sie ebenfalls die Champions League. Noch im selben Jahr nahm sie die österreichische Staatsbürgerschaft an und spielte für das Nationalteam, wo sie den 4. Platz bei der Europameisterschaft 1998 in den Niederlanden erreichte. 1999 wurde sie mit Österreich Dritte bei der Weltmeisterschaft in Norwegen. Im kleinen Finale wurde das rumänische Team besiegt. Im Sommer 2000 nahm sie an den Olympischen Spielen in Sydney teil.
Im Jahre 2000 konnte Tatjana Logwin bereits zum zweiten Mal die Champions League mit Hypo Niederösterreich gewinnen, nachdem man sich 1999 nur um ein Tor den Ungarinnen von Dunaferr SE geschlagen geben musste. Im Finale konnte sie sich im Skandalspiel gegen Kometal Gjorče Petrov Skopje klar mit den Niederösterreicherinnen durchsetzen. Ab diesem Titelgewinn sollte jedoch kein großer internationaler Titelgewinn gelingen.
Logwin bereitet sich im Sommer 2003 mit Hypo auf die kommende Saison vor. Bei einem Trainingslager verschwand sie unangekündigt und wurde am darauffolgenden Tag als Neuzugang von Krim Ljubljana vorgestellt. Mit den Sloweninnen gelang 2004 der Einzug ins Finale, wo man sich Slagelse DT geschlagen geben musste. Noch in der Winterpause 2004 kehrte Tatjana Logwin jedoch zu Hypo Niederösterreich zurück. Anschließend lief sie zwischen 2006 und 2009 für den dänischen Erstligisten Aalborg DH auf. Ab März 2009 bis zum Saisonende 2008/09 lief sie für den dänischen Zweitligisten TST Hjørring auf. Logwin stand ab dem November 2009 beim italienischen Verein La Verde Vita Sassari unter Vertrag. In der Saison 2010/11 ging Logwin für den dänischen Drittligisten Team Vesthimmerland auf Torejagd.
Logwin trainierte ab dem Mai 2011 die U18-Mannschaft von FFI Håndbold. Weiterhin trainierte sie den dänischen Drittligisten Vendsyssel Håndbold, dessen Stammverein FFI Håndbold ist. Bis November 2012 war Logwin bei Vendsyssel Håndbold als Trainerin tätig, mit dem sie 2012 in die zweithöchste Spielklasse aufstieg. Anschließend gab Logwin für Vendsyssel ihr Comeback als Spielerin und legte ihr Traineramt nieder. Im Dezember 2012 verließ die Österreicherin Vendsyssel Håndbold und wurde Co-Trainerin vom dänischen Erstligisten Aalborg DH. Nachdem Aalborg DH im April 2013 seinen Trainer entließ, übernahm Logwin das Traineramt. Im Dezember 2017 übernahm sie das Traineramt des deutschen Zweitligisten HL Buchholz 08-Rosengarten, das sie nach wenigen Monaten wieder aufgab. Im April 2018 übernahm sie die Sport-Union Neckarsulm. Ab der Saison 2018/19 trainierte sie den SV Union Halle-Neustadt. Ab dem Sommer 2020 trainierte sie erneut die Sport-Union Neckarsulm. Im Sommer 2023 trennte sich der Verein von ihr.
Ihre Tochter Kristina spielt ebenfalls Handball.

## Erfolge
International:
- 2 × Champions League: 1998, 2000
- 1 × EHF Champions Trophy: 2004

National:
- 8 × Österreichischer Meister: 1998, 1999, 2000, 2001, 2002, 2003, 2005, 2006
- 8 × Österreichischer Pokalsieger: 1998, 1999, 2000, 2001, 2002, 2003, 2005, 2006
- 2 × Slowenischer Meister: 2004, 2005
- 2 × Slowenischer Pokalsieger: 2004, 2005